# Брадинобениды
Брадинобениды (лат. Bradynobaenidae) — семейство жалящих перепончатокрылых насекомых (Hymenoptera) подотряда стебельчатобрюхие (Apocrita).

## Строение
Внешне похожи на ос-немок (Mutillidae) по нескольким признакам. Так же как у них есть стридуляционный орган (в подсемействах Typhoctinae и Chyphotinae, но в подсемействах Apterogyninae и Bradynobaeninae он был вторично утрачен). Имеют резкий половой диморфизм: самки бескрылые, самцы крылатые.

## Биология
Обитают в засушливых регионах. Предположительно, их личинки являются эктопаразитами.

## Распространение
Тропическая группа. В Европе представлены родами Apterogyna и Gynecaptera.
Подсемейства Bradynobaeninae, Chyphotinae и Typhoctinae встречаются в Новом Свете, а Apterogyninae — в Старом Свете.

## Филогения
На кладограмме ниже показаны филогенетические взаимоотношения подсемейств в этой группе жалящих перепончатокрылых. По современным представлениям группы Chyphotinae и Typhoctinae выделены в отдельное семейство Chyphotidae

## Классификация
В широком таксономическом объёме группа включала около 220 видов из 4 подсемейств и 11 родов.
В последнее время объём группы рассматривается в узком составе (из двух подсемейств) с выделением отдельного семейства Chyphotidae (Chyphotinae+Typhoctinae).
- Apterogyninae (80 видов, Африка, Европа, Азия)
  - Apterogyna Latreille, 1809
  - Gynecaptera Skorikov, 1935
  - Macroocula Panfilov, 1954[11][12][13]
  - Micatagla Argaman, 1994 (54 вида; Gadallah et al., 2019)[14]
- Bradynobaeninae (10 видов, Южная и Центральная Америка)
  - Bradynobaenus Spinola, 1851

## Фотогалерея

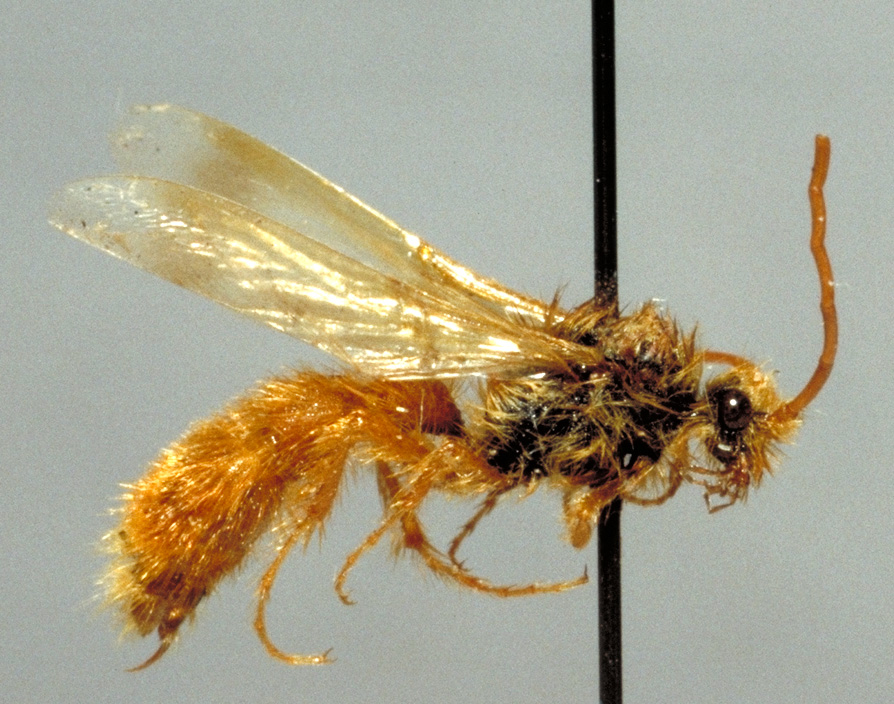
Apterogyna schutzei, самец
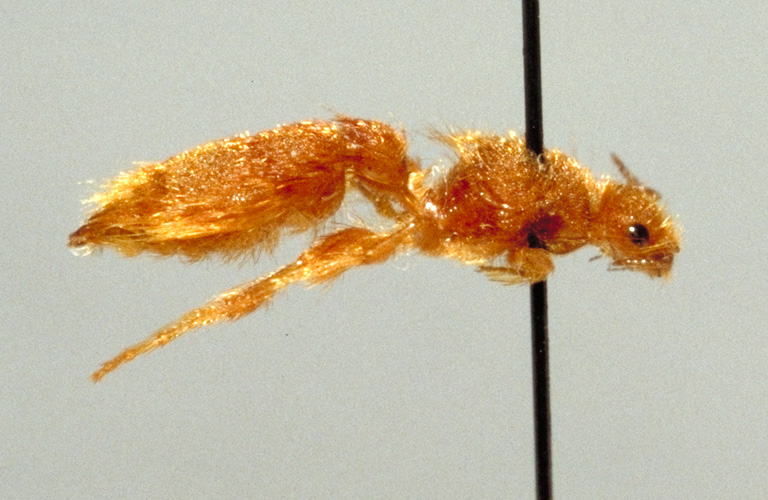
Apterogyna schutzei, самка
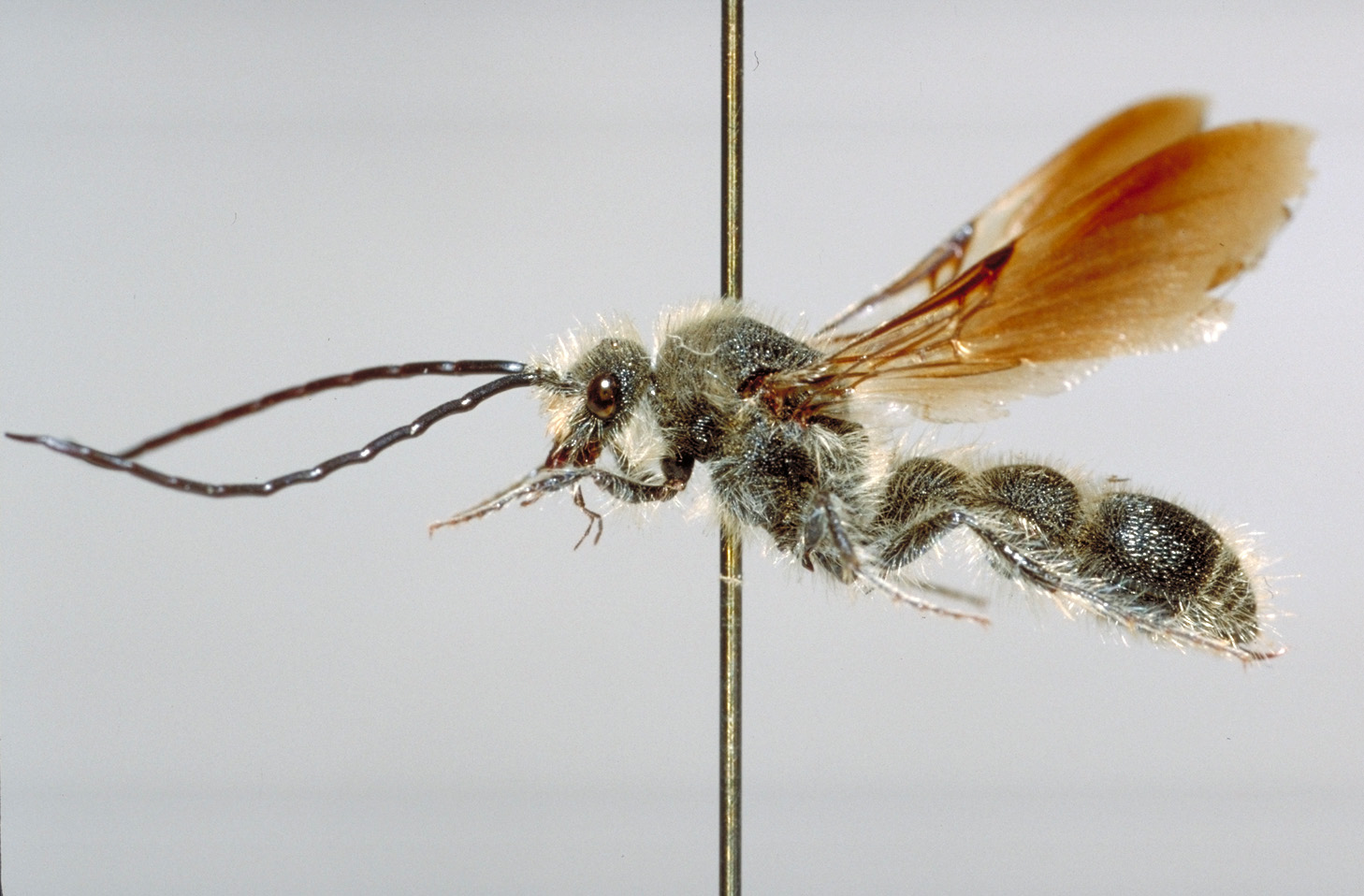
Bradynobaenus, самец
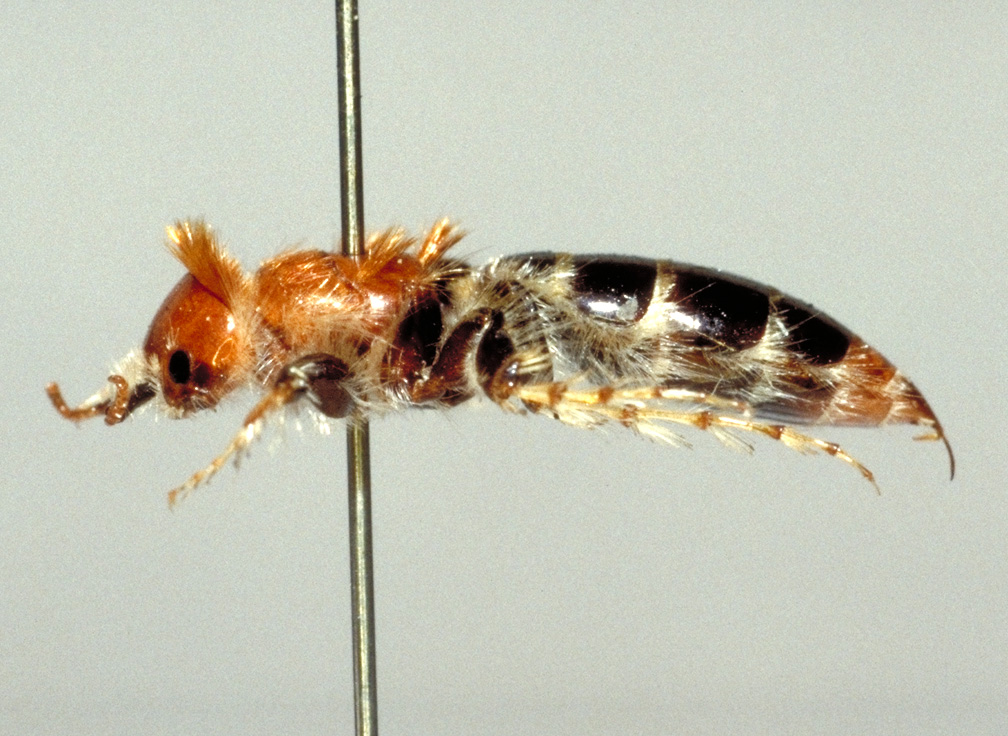
Bradynobaenus, самка